# Saijutsu
Saijutsu é um conjunto de técnicas marciais que utilizam uma adaga de origem chinesa conhecida no japão, e em grande parte do ocidente, como Sai. Muitas artes marciais japonesas têm técnicas de uso desta arma, pois apesar de sua origem chinesa ela é amplamente utilizada nas artes marciais que tiveram origem na ilha de Okinawa.
Elas são usadas em:
- Kung Fu
- Isshin-ryū Karate-Dō
- Matayoshi-ryū Kōbudō
- Matsubayashi-ryū Karate-Dō
- Ryukyu Kōbudō

Sua ampla utilização em Okinawa deve-se a influência do império chinês teve no reino de Ryukyu antes de sua anexação ao império do Japão.
No mundo dos quadrinhos esta arma ficou conhecida devido a personagem Elektra da Marvel Comics.

## Ligações Externas
- «Artes Marciais e Bem Estar (CAMA)»
- «Weapons of Ryukyu Kobujutsu - Sai»